# Incognito
Incognito (z łac. incognitus – nieznany) – określenie wyrażające sytuację, kiedy osoba, grupa osób lub jakikolwiek inny podmiot występuje, nie ujawniając swojej tożsamości, bądź z tożsamością zatajoną, nie dając się przy tym rozpoznać.